# Jan Iżykowski
Jan Józef Iżykowski (ur. 1949 r.) – polski inżynier elektryk. Absolwent z 1973 Politechniki Wrocławskiej. Od 2009  profesor na Wydziale Elektrycznym Politechniki Wrocławskiej.